# Puccinia tristachyae
Puccinia tristachyae ist eine Ständerpilzart aus der Ordnung der Rostpilze (Pucciniales). Der Pilz ist ein Endoparasit von  Sphenostylis- und Tristachya-Arten. Symptome des Befalls durch die Art sind Rostflecken und Pusteln auf den Blattoberflächen der Wirtspflanzen. Ihr Verbreitungsgebiet umfasst das südliche Afrika.

## Merkmale

### Makroskopische Merkmale
Puccinia tristachyae ist mit bloßem Auge nur anhand der auf der Oberfläche des Wirtes hervortretenden Sporenlager zu erkennen. Sie wachsen in Nestern, die als gelbliche bis braune Flecken und Pusteln auf den Blattoberflächen erscheinen.

### Mikroskopische Merkmale
Das Myzel von Puccinia tristachyae wächst wie bei allen Puccinia-Arten interzellulär und bildet Saugfäden, die in das Speichergewebe des Wirtes wachsen. Die Aeciosporen der Art sind länglich bis ellipsoid, hyalin, runzlig und 26–40 × 16–20 µm groß. Die gelben Uredien wachsen meist unterseitig auf den Blättern des Wirtes. Ihre zimt- bis haselnussbraunen Uredosporen sind meist breit ellipsoid bis eiförmig, 27–31 × 19–26 µm groß und fein stachelwarzig. Die blattunterseitigen Telien der Art sind früh offenliegend und kompakt. Die gold- oder haselnussbraunen Teliosporen sind zweizellig, in der Regel elliptisch geformt und 40–54 × 18–23 µm groß; ihre Stiele sind gelblich und bis zu 50 µm lang.

## Verbreitung
Das bekannte Verbreitungsgebiet von Puccinia tristachyae umfasst ein Areal im südlichen Afrika.

## Ökologie
Die Wirtspflanzen von Puccinia tristachyae sind Sphenostylis-Arten für den Haplonten und verschiedene Tristachya-Gräser für den Dikaryonten. Der Pilz ernährt sich von den im Speichergewebe der Pflanzen vorhandenen Nährstoffen, seine Sporenlager brechen später durch die Blattoberfläche und setzen Sporen frei. Die Art verfügt anscheinend über einen Entwicklungszyklus mit Spermogonien, Aecien, Telien und Uredien und durchläuft einen Wirtswechsel.